# پیتزای شکلاتی

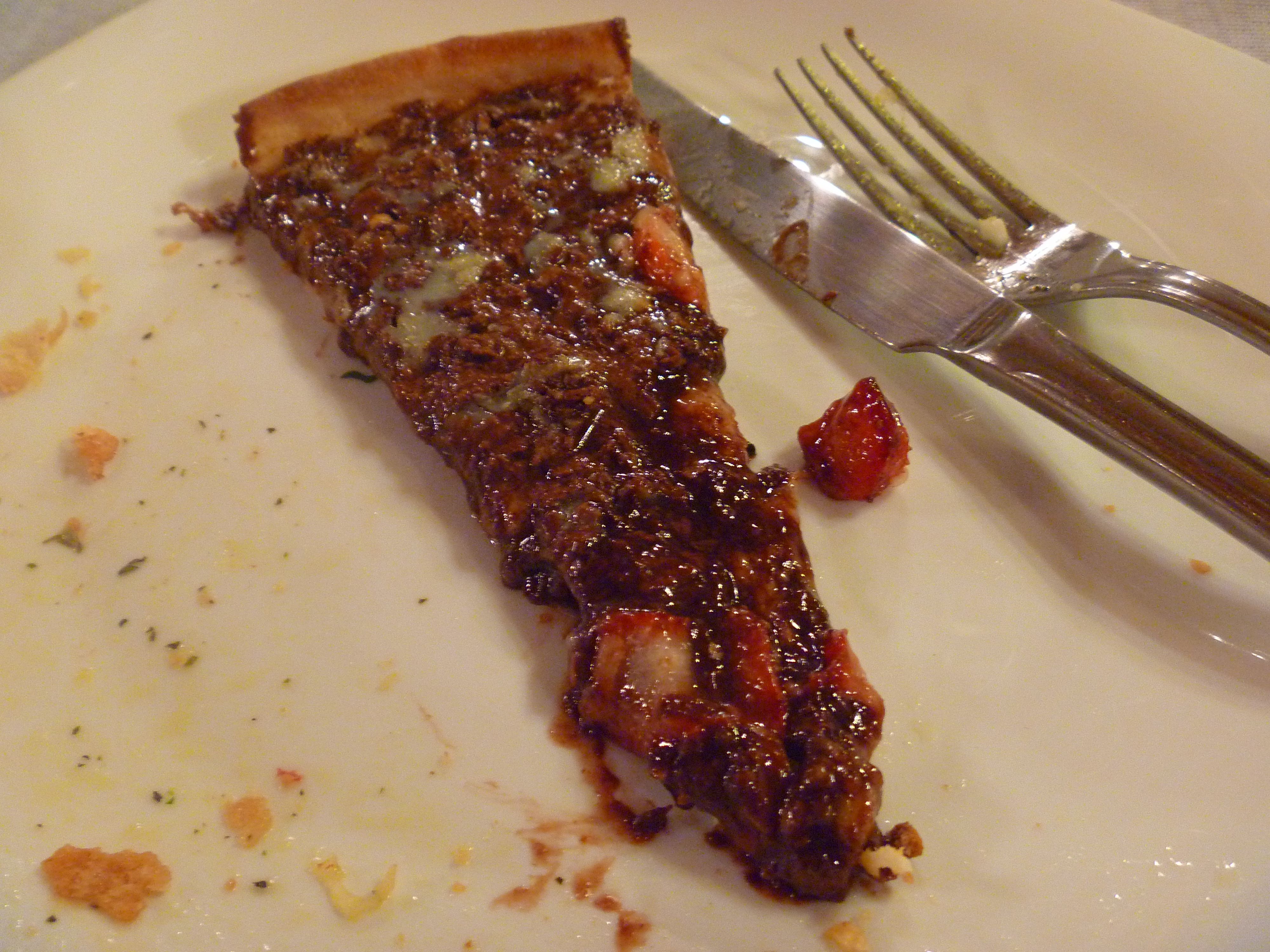
یک تکه پیتزا شکلاتی در برزیل

پیتزای شکلاتی یا پیتزا شکلات (به انگلیسی: Chocolate pizza) نوعی پیتزا است که با استفاده از شکلات به عنوان ماده اولیه تهیه می‌شود. سبک‌ها و روش‌های آماده‌سازی مختلفی برای تهیه این پیتزا وجود دارد. پیتزای شکلاتی را می‌توان به‌عنوان دسر و به عنوان یک غذای خوش طعم آماده کرد. برخی از شرکت‌ها در پیتزاهای شکلاتی تخصص دارند.

## آماده‌سازی
برخی از پیتزاهای شکلاتی از شکلات در خمیر پیتزا استفاده می‌کنند. پیتزای شکلاتی ممکن است به‌عنوان یک غذای شیرین و به سبک دسر یا به‌عنوان یک غذای خوش طعم که شامل شکلات است سرو شود. پیتزای شکلاتی را می‌توان با استفاده از شکلات پخت و پز قبل از پخت در فر تهیه کرد. مواد مورد استفاده در تهیه پیتزای شکلاتی شامل شکر پودری، موز، توت فرنگی، مارشمالو، اسپرینکل، اسمارتیز، و چیپس شکلات سفید است.